# Elkton (Kentucky)
Elkton és una població dels Estats Units a l'estat de Kentucky. Segons el cens del 2000 tenia 1.984 habitants.

## Demografia
Segons el cens del 2000, Elkton tenia 1.984 habitants, 810 habitatges, i 541 famílies. La densitat de població era de 370,1 habitants/km².
Dels 810 habitatges en un 29,3% hi vivien nens de menys de 18 anys, en un 43,7% hi vivien parelles casades, en un 19,5% dones solteres, i en un 33,1% no eren unitats familiars. En el 30,5% dels habitatges hi vivien persones soles el 18,4% de les quals corresponia a persones de 65 anys o més que vivien soles. El nombre mitjà de persones vivint en cada habitatge era de 2,29 i el nombre mitjà de persones que vivien en cada família era de 2,82.
Per edats la població es repartia de la següent manera: un 22,3% tenia menys de 18 anys, un 9% entre 18 i 24, un 26,1% entre 25 i 44, un 21,3% de 45 a 60 i un 21,3% 65 anys o més.
L'edat mediana era de 39 anys. Per cada 100 dones de 18 o més anys hi havia 78,3 homes.
La renda mediana per habitatge era de 24.924$ i la renda mediana per família de 31.912$. Els homes tenien una renda mediana de 26.799$ mentre que les dones 20.134$. La renda per capita de la població era de 14.297$. Entorn del 15,7% de les famílies i el 17,5% de la població estaven per davall del llindar de pobresa.

## Poblacions més properes
El següent diagrama mostra les poblacions més properes.